# Amboíno

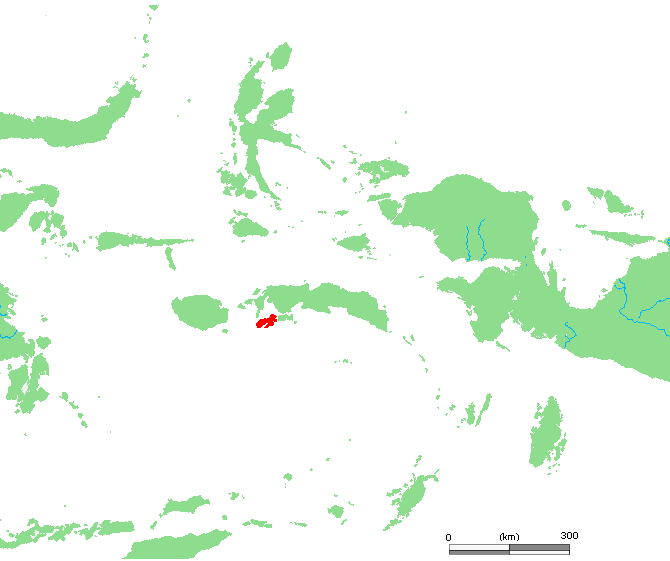
Amboíno, Amboina, Ambão ou Ambon

Amboíno, Amboina, Ambão ou Ambon é uma ilha do Arquipélago das Molucas.
Foi descoberta em 1512 pelos portugueses António de Abreu e Francisco de Abreu.
Foi evangelizada em meados do século XVI por São Francisco Xavier.
Passou, em 1605, ao domínio dos neerlandeses, que, se aproveitando da decadência das forças portuguesas no Oriente, a tomaram sob o comando do almirante Steven van der Hagen. Assim fizeram da ilha o primeiro ponto de apoio para o desenvolvimento do seu império no Oriente, principalmente no Oceano Índico.